# Journal of Photochemistry and Photobiology C
Journal of Photochemistry and Photobiology C: Photochemistry Reviews is een internationaal, aan collegiale toetsing onderworpen wetenschappelijk tijdschrift over fotochemie.
De naam wordt in literatuurverwijzingen meestal afgekort tot J. Photochem. Photobiol. C Photochem. Rev.
Het wordt uitgegeven door Elsevier en verschijnt drie keer per jaar.
Het eerste nummer verscheen in 2000.